# Краснобаєв Віктор Анатолійович
Ві́ктор Анато́лійович Красноба́єв — доктор технічних наук (1990), професор (1991), заслужений винахідник України, почесний радист СРСР.

## Життєпис
1973 року закінчив Харківське вище військове училище, де й лишився працювати.
Від 1997 року — у Харківському технічному університеті сільського господарства — професор кафедри переробки та зберігання сільськогосподарської продукції, від 2000-го — автоматизації та комп'ютерно-інтегрованих технологій.
Займається
- розробкою теорії основи синтезу структур надшвидкодіючих процесорів обробки інфомації у реальному часі,
- дослідженням методів забезпечення надійності функціонування обчислювальних засобів, котрі застосовуються у інформаційно-керуючих системах
- запровадженням перешкодостійких кодів, що представлені у системі залишкових класів — для підвищення достовірності функціонування складних систем і об'єктів широкого призначення.

Його авторству належать понад 370 наукових, навчально-методичних праць та патентів — на винаходи й корисні моделі, з того 12 підручників, 14 монографій, над 160 патентів та авторських свідоцтв.
Як педагог підготував 8 докторів та 17 кандидатів.

## Серед робіт
- «Основи експлуатації радіоелектронної апаратури», 1993, у співавторстві
- «Алгоритм реалізації операції модульного перемноження в СОК», 1993, у співавторстві
- «Перешкодостійке кодування в АСУ», 1995, у співавторстві
- «Методи підвищення надійності спецпроцесорів засобів зв'язку та АСУ», 1996
- «Автоматизовані системи керування технологічними процесами», підручник, 2006, у співавторстві
- «Ідентифікація та моделювання технологічних процесів», підручник, співавтори Морозов Олександр Олександрович, Рожков Петро Павлович, Рожкова Світлана Едуардівна, Фурман Ілля Олександрович
- «Методологія системного аналізу технічних систем», підручник, 2009, у співавторстві
- «Основи побудови АСУ», підручник, 2010, у співавторстві